# Ergebnisse der Kommunalwahlen in Jena
- Linke: 8
- SPD: 6
- Grüne: 7
- Volt: 2
- FDP: 4
- BfJ: 3
- FW: 1
- CDU: 8
- BfTh/dieBasis: 1
- AfD: 6

In den folgenden Listen werden die Ergebnisse der Stadtratswahlen in Jena ab dem Jahr 1990 aufgelistet. Die Seite zeigt diejenigen Parteien und Wählergruppen, die bei wenigstens einer Wahl mindestens zwei Prozent der gültigen Stimmen erhalten haben. Bei mehrmaligem Überschreiten dieser Grenze werden auch Ergebnisse ab einem Prozent aufgeführt. Das Feld der Partei, die bei der jeweiligen Wahl die meisten Stimmen bzw. Sitze erhalten hat, ist farblich gekennzeichnet. 

## Parteien
- AfD: Alternative für Deutschland
- B’90/Grüne: Bündnis 90/Die Grünen → Grüne
- B.F.D.: Bund Freier Demokraten → 1990: FDP
- BfTh: Bürger für Thüringen/Basisdemokratische Partei Deutschland
- CDU: Christlich Demokratische Union Deutschlands
  - 1990 als CDU der DDR/DA
- DSU: Deutsche Soziale Union
- FDP: Freie Demokratische Partei
  - 1990: F.D.P. der DDR
- Grüne: B’90/Grüne
  - 1990 als Grüne Liste
- Gute: Partei Die Guten
- Linke: Die Linke
  - bis 2004: PDS
- NF: Neues Forum
- PDS: Partei des Demokratischen Sozialismus → Linke
- Piraten: Piratenpartei Deutschland
- SPD: Sozialdemokratische Partei Deutschlands
  - 1990: SPD der DDR
- Volt: Volt Deutschland

## Wählergruppen
- BfJ: Bürger für Jena
- FW: Freie Wähler Jena
- FWTh: Freie Wähler Thüringen
- KB: Kulturbund der DDR
- UFV: Unabhängiger Frauenverband

## Stadtratswahlen

### Stimmenanteile der Parteien in Prozent
| Jahr   | Wbt. | Linke | CDU    | SPD    | Grüne | BfJ  | FDP   | AfD    | NF   | DSU  | Volt |
| ------ | ---- | ----- | ------ | ------ | ----- | ---- | ----- | ------ | ---- | ---- | ---- |
| 1990   | 73,7 | 12,7  | 34,9   | 21,6   | 8,8   |      | 16,81 |        | 6,00 | 5,96 |      |
| 1994   | 67,2 | 19,8  | 21,4   | 25,2   | 9,9   | 5,4  | 13,7  |        |      |      |      |
| 1999   | 53,0 | 21,4  | 24,7   | 23,1   | 7,9   | 9,6  | 13,4  |        |      |      |      |
| 2004   | 43,8 | 24,2  | 22,9   | 19,0   | 12,2  | 12,5 | 9,1   |        |      |      |      |
| 220092 | 54,3 | 20,2  | 19,0   | 25,2   | 10,1  | 10,2 | 11,0  |        |      |      |      |
| 320143 | 51,5 | 24,0  | 22,2   | 20,8   | 11,4  | 10,4 | 4,8   |        |      |      |      |
| 420194 | 63,1 | 20,4  | 012,60 | 012,61 | 19,4  | 7,5  | 12,8  | 010,02 |      |      |      |
| 2024   | 63,0 | 16,8  | 16,9   | 13,0   | 15,2  | 6,9  | 9,0   | 13,4   |      |      | 5,2  |

Wbt.: Wahlbeteiligung

### Sitzverteilung
| Jahr | Gesamt | Linke | CDU | SPD | Grüne | BfJ | FDP | AfD | NF | DSU |
| ---- | ------ | ----- | --- | --- | ----- | --- | --- | --- | -- | --- |
| 1990 | 100    | 13    | 35  | 22  | 9     |     | 7   |     | 6  | 6   |
| 1994 | 46     | 9     | 10  | 12  | 5     | 3   | 7   |     |    |     |
| 1999 | 42     | 9     | 10  | 10  | 3     | 4   | 6   |     |    |     |
| 2004 | 46     | 11    | 10  | 9   | 6     | 6   | 4   |     |    |     |
| 2009 | 46     | 9     | 9   | 11  | 5     | 5   | 5   |     |    |     |
| 2014 | 46     | 11    | 10  | 10  | 5     | 5   | 2   |     |    |     |
| 2019 | 46     | 9     | 6   | 6   | 9     | 3   | 6   | 5   |    |     |
| 2024 | 46     | 8     | 8   | 6   | 7     | 3   | 4   | 6   |    |     |

### Sitzverteilung der Parteien, die nie mehr als zwei Sitze erhalten haben
| Jahr | FW | Gute | Piraten | FWTh | UFV | KB | Volt | BfTh/dieBasis |
| ---- | -- | ---- | ------- | ---- | --- | -- | ---- | ------------- |
| 1990 | –  | –    | –       | –    | 1   | 1  | –    | –             |
| 2009 | –  | 1    | –       | 1    | –   | –  | –    | –             |
| 2014 | –  | 1    | 2       | –    | –   | –  | –    | –             |
| 2019 | 1  | 1    | –       | –    | –   | –  | –    | –             |
| 2024 | 1  | –    | –       | –    | –   | –  | 2    | 1             |

Bei den Kommunalwahlen 1994, 1999 und 2004 gab es keine Partei, die hier gelistet werden muss.